# Khalifa al-Zanati
 (mars 2020).
Khalifa al-Zanati (en arabe : خليفة الزناتي) l'un des personnages principaux de l'épopée Bani Hilal, où il apparaît comme le roi amazigh zénètes de Tunis.  L'épopée raconte que pendant le siège de Bani Hilal à Tunis, il a demandé à leurs chevaliers des duels chaque jour et en a tué plusieurs,  même Abu Zayd al-Hilali n'a pas  pu le vaincre. Son destin est  d'être tué par Dhieb bin Ghanim qui lui lança une lance en plein  yeux. L'épopée dit également que l'une des raisons de sa défaite a été la trahison de sa fille Sadaa qui est tombée amoureuse de Maree, un prince hilalien détenu en captivité dans la prison de son père.  
Khalifa Al-Zanati était peut-être un général au service du souverain de Tlemcen dans l Algérie actuelle.